# Tinagma anchusella
Tinagma anchusella is een vlinder uit de familie lepelmotten (Douglasiidae). De wetenschappelijke naam is voor het eerst geldig gepubliceerd in 1936 door Benander.
De soort komt voor in Europa.